# Троїцький Мотронинський жіночий монастир

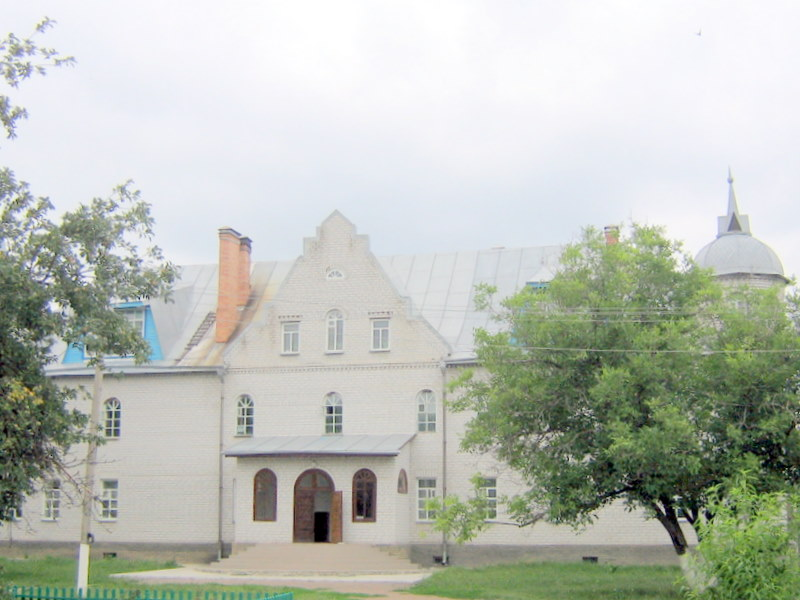
Келії монахинь

Троїцький Мотронинський жіночий монастир — православний жіночий монастир у користуванні УПЦ (МП). Розміщений у реліктовому Мотрониному лісі, в лісовому урочищі Холодний Яр на місці скіфського мотронинського городища (тепер село Мельники Черкаського району).
Був заснований (чи відновлений) як чоловічий у XVI столітті. Від 1911 діє як жіночий монастир. Закритий у 1929, відновлений 1991 року.
Настоятельниця монастиря — Ігуменія Іванна (Топитчак Іванна Михайлівна).

## Легенда про заснування
Мотронинський монастир заснований ще до монгольського нашестя. Тоді тут стояла фортеця Мирослава — улюбленого воєводи Ярослава Мудрого. Повертаючись 1036 року після розгрому печенігів, Мирослав вирішив перевірити охорону фортеці й виставив свої човни у бойовому порядку. Вирішивши, що човни ворожі, дружина воєводи — Мотрона, наказала атакувати їх і вбила Мирослава. Дізнавшись про страшну помилку, Мотрона прийняла чернецтво і заснувала тут монастир, який став називатись Мотронинський.

## Історія
Задовго до виникнення самої обителі на місці сучасного монастиря поселилися відлюдники, котрі жили в печерах. Це місце справді відповідало потребам душі для тих, хто шукав самоти і пізнання Бога. Навколо безмежні ліси, глибокі яри і численні чисті освіжаючі джерела. Природа та рослинність тоді були надзвичайно багаті, бо були тоді неприступними завдяки багатьом пагорбам та ярам. Ця територія має назву Холодний Яр, тому що навіть у найспекотнішу погоду завдяки природним особливостям тут відчувається свіжість і прохолода.
Перша письмова згадка про монастир викликає великі сумніви. Під 1198 роком у Симеонівському літописі згадується переяславський єпископ Павло. За переказом, 1085 року саме він заклав в Мотронинському монастирі церкву Івана Предтечі.
Потім церковні хроніки згадують, що 1240-го року орди монголо-татар під керівництвом Батия вщент спалили й знищили монастир. Довгі роки він стояв пусткою. Потім тут знову з'яввилися монахи, що «жили без церков у печерах та келіях пустельних». Згодом монастир знову відродився.
У 1568 році «монахи почали відновлювати розграбовану святиню під благословенням православного митрополита київського Іони Протасовича». У цей час Мотронинський ліс, у якому перебуває монастир, був частиною володінь Черкаського замку (староства), який тримав «на Тясмени… сторожу польную», а його бояри користувалися цими багатими угіддями: добували мед, били птицю та звіра, ставили на численних річках млини, ловили рибу, орали землю «на полі, де хочуть». Тому в час такої пожвавленої діяльності розбудовується, поновлюється й монастир. Крім того, після Люблінської унії 1569 року перед православними українцями постало нове завдання — відстоювати свою віру від чужоземних посягань, а Мотронинський монастир якраз завжди і був осередком православ'я, і тому в час, коли рідній вірі загрожувала небезпека, його роль особливо зростала.
З цих часів протягом двох століть монастир був під патронатом українського козацтва. Є свідчення про досить велику кількість гетьманських універсалів, що дарували Мотронинському монастирю земельні та лісові угіддя, сіножаті та пасіки, ставки та млини. Церква особливо виділяє з гетьманів українського козацтва Петра Конашевича Сагайдачного, котрий «не забарився прийняти цю давню пустельну обитель під своє покровительство». Відомі його універсали 1620—1621 років, в яких зазначаються межі монастирських землеволодінь.
За часів Руїни, коли численні гетьмани почали кидатись то в обійми Москви, то Варшави, то Стамбулу, Мотронинський монастир переживає важкі часи. Під час турецьких походів на Чигирин у 1672 та особливо в 1677—1678 роках монастир був дуже понищений. Хроніки пишуть, що в ті часи Мотронинський монастир був «спалений і вщент зруйнований».
Але вже в 1685 монастир постає з попелу, він отримує благословення київського митрополита Гедеона на капличку та церкву в своїх вічних печерах.
У 1717 році, за проханням переяславського єпископа Кирила Шумлянського чигиринський староста, князь Ян Каєтан Яблоновський допомагає відбудовувати зруйновану обитель: він звільняє монастир від податків і підтверджує його право на численні землеволодіння.
21 червня 1727 року було освячено новозбудовану Троїцьку церкву.
У книзі «Нескорений велет» так описано Мотронинський монастир XVIII століття:

| Мотронинський монастир вирізнявся від усіх українських монастирів і стародавністю, і кількістю братії, і своїм чудовим місцем… На північ від Чигирина місцевість стає гірською; вершини гір з химерними обрисами товпляться зубчастим пасмом до Дніпра, підіймаючись терасами вище й вище, то набігаючи одна на одну, то обриваючись кручами, немов скам'янілі гігантські хвилі. Усі ці гори вкриті були тоді лісами й височіли серед темного, безмежного моря лісів. В одному місці, в центрі замкнутого овалу, здіймається конусом окрема гора, пануючи над усією місцевістю, а на вершині цієї гори спочивав у міцному гнізді Мотронинський монастир. Його золоті хрести було видно за кілька миль, сонячного дня вони виблискували зорями в синяві лісів і, мов рятівний маяк, привертали до себе погляди нещасного під'яремного люду, вселяючи в його замучену душу надію. Монастирський Свято-Троїцький храм був дерев'яний, з наддашком, що утворював ніби галерею, яка звалася кружганком: п'ять бань його було пофарбовано в синій колір і засіяно срібними зорями. Цей храм був оновлений і оздоблений заходами настоятеля, архімандрита Мельхіседека Значко-Яворського, котрого одноголосно обрала братія й затвердив на цій посаді переяславський єпископ Гервасій Линцевський у 1753 році (Переяслав в ті роки був в межах Російської імперії, а Мотронинський монастир перебував у межах кордонів тодішньої Польщі). Навколо монастиря підіймався високий земляний вал, увінчаний міцним дубовим частоколом; цей укріплений вінець замикався брамою, неначе врослою в земляний насип; а вже над брамою стояли дві гармати, а праворуч і ліворуч уся передова лінія укріплена була бруствером і бійницями. Всередині монастирського двору, попід валами, тяглися дугами низенькі дерев'яні келії братства й інші господарські прибудови. За валом, коло підніжжя гори, тулилися, ховаючись то за камінням, то за виступами, халупки й землянки прийшлого люду — і українців, і молдаван, і волохів, які знайшли собі притулок під охороною монастирських стін. З протилежного боку долина глибшала й по ній, звиваючись й ховаючись у кущах папороті й тернику, зміїлась річечка, зливаючись далі з Тясмином. По той бік річечки тяглася скеляста круча, у вигинах якої таїлися входи у глибокі й довгі печери, котрі сягали, як казав дехто, одним рукавом до Чигирина, а другим навіть до батька Дніпра. Подейкували, що з самої вершини гори, з монастирського цвинтаря, ішов підземний хід у ті печери… І справді, не раз під час переслідувань рятувалися в них приречені на смерть жертви. |
У середині XVIII століття монастир став одним з центрів боротьби проти церковної унії. З монастирем пов'язаний початок гайдамацького руху, очоленого Максимом Залізняком, що увійшов до історії під назвою «Коліївщина». 26 травня 1768 року 70 запорожців та 3000 польських підданих ввійшли до Мотронинського монастиря на молебень. 27 травня гайдамаки розпочали похід проти поляків Правобережною Україною. Вогонь повстання швидко охопив величезний район.
Зайнялася Смілянщина,
Хмара червоніє,
А найперше Медведівка
Небо нагріває.
Горить Сміла, Смілянщина
Кров'ю підпливає,
Горить Корсунь, горить Канів,
Чигирин, Черкаси…

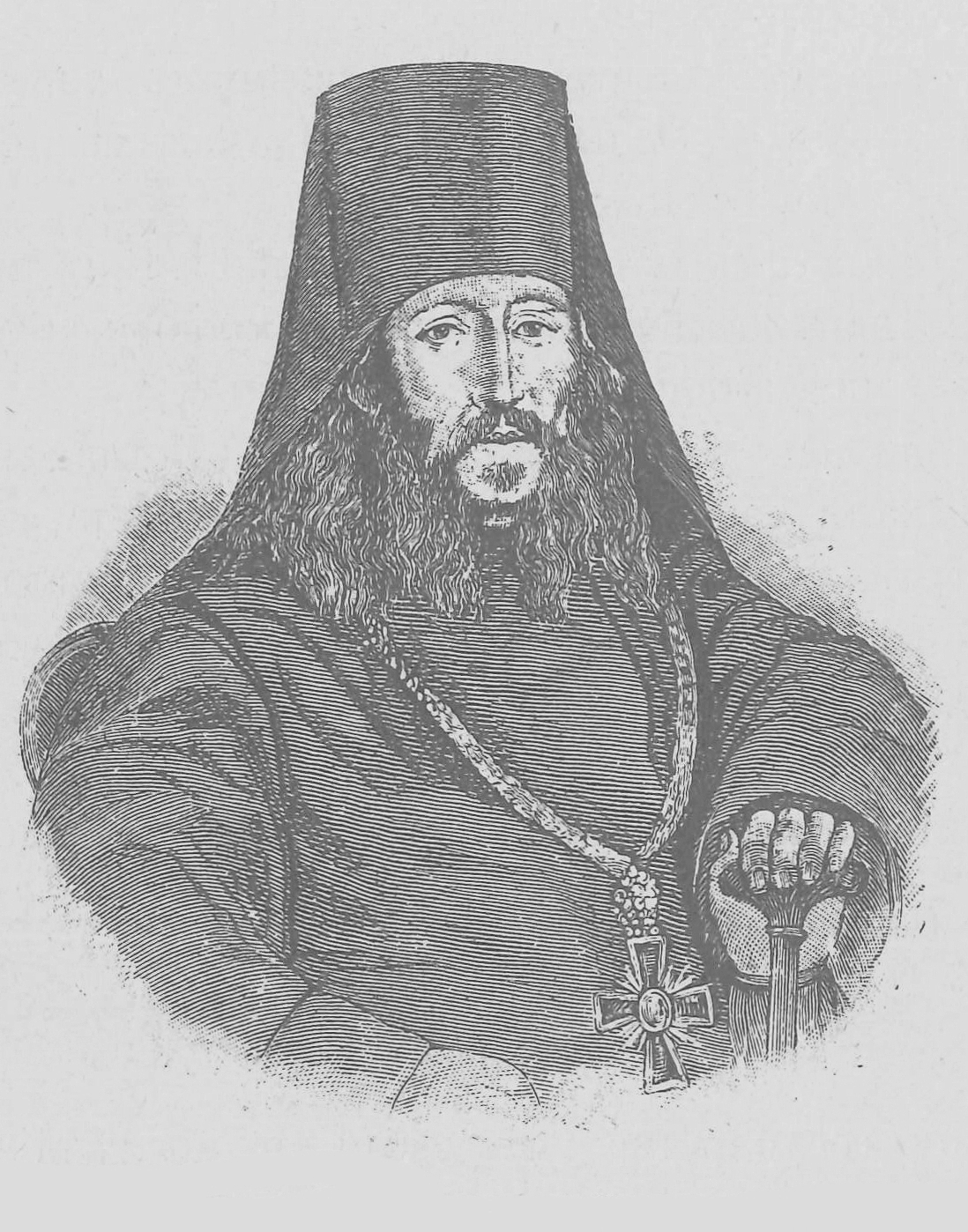
Ігумен монастиря Мельхиседек Значко-Яворський

Так пише Тарас Шевченко про ті далекі грізні події.
Кінець XVII — перша половина XVIII століття — період занепаду Мотронинського монастиря. Монаське життя в ті часи завмирає.
Після 1795 року Мотронинський монастир перейшов до відання Київської єпархії.
В описі монастирської власності 1797 року читаємо: «земли под монастирем самим и огородом, так же пашеной, сенокосу й лесу, всего удобной 137 десятин 1666 сажень, а неодобной 15 десятин 224 сажени, мельницу одну з ставом, за которым не производится никакого платежа помещику, да особо по описанию показано в пользовании того монастыря три мельницы с ставом же…»

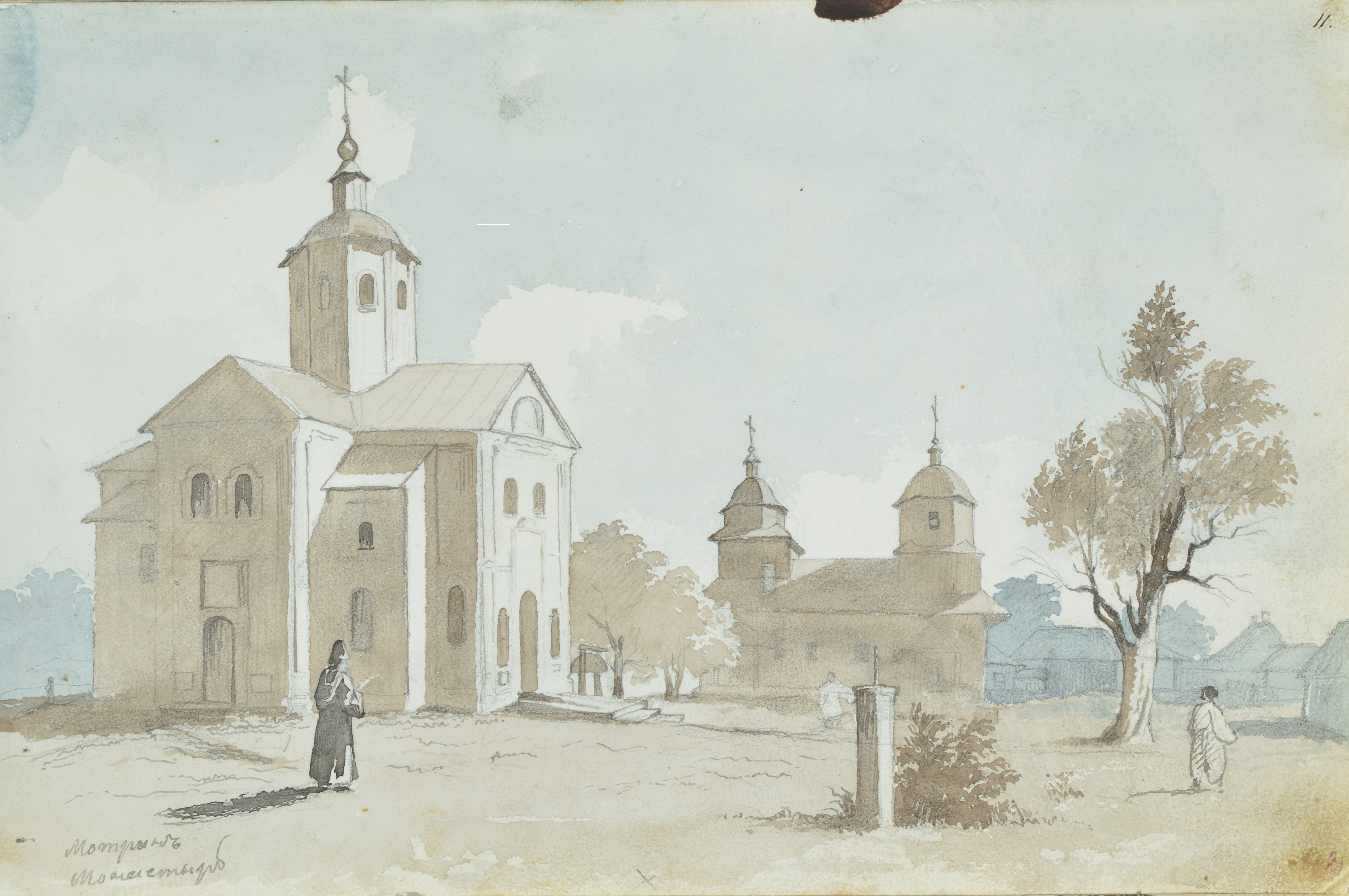
Мотрин монастир. Тарас Шевченко. Акварель, 1845 рік

У 1845 році в Мотронинському монастирі побував Тарас Шевченко й залишив акварельне зображення монастиря.
В 1847 році в Мотронинському монастирі перебувало 45 ченців та послушників. Справи його йшли добре. Одним із значних джерел доходу монастиря був грабіж археологічних пам'яток". У Холодному Яру була велика кількість скіфських городищ та курганів. Монастир скуповував у приватних копателів багато золота, яке ті добували. Лік тому золоту йшов у сотнях пудів.
У 1889—1900 роках була реконструйована Троїцька церква. Крім головної маківки, були добудовані чотири декоративні «голівки».
В 1911 році монастир стає жіночим.
Після первороту 1917 року та громадянської війни, настає найважчий період у історії Мотронинського монастиря. Він потерпає від численних набігів банд, в тому числі й загонів червоноармійців.
В 1918—1922 Мотронинський монастир став осередком українського повстанського руху, який очолили отамани брати Чучупаки. Після революції в селі Мельники жителями було створено загін самооборони Мотронинського монастиря, оскільки ігуменя боялася пограбування. До складу загону входили 22 особи.
У 1922 році монастир пожертвував майже мільйон карбованців на допомогу потерпілим від голоду, але така благодійність не врятувала Мотронинський монастир. В 1923 році він був закритий.
Монастирське майно і будівлі брали на баланс місцеві ради, а потім передавали релігійним громадам, якщо такі на місцях створювалися. Черниці Мотронинської обителі у 1923 році створили релігійну громаду в селі Мельники й одержали в орендне володіння Іоанно-Златоустівську та Троїцьку церкви та деякі приміщення колишнього Мотронинського монастиря. Нагляд за громадою, майном і будівлями здійснював адміністративний відділ Медведівського райвиконкому.
У грудні 1928 року в Мельниках було створено комуну «Заповіт Леніна». Вже через місяць після її утворення на її користь були передані землі і майно Мотронинського монастиря. 3 березня 1929 року сім'ї комунарів (всього 55 чоловік) оселилися в будинках монастирських служителів. Крім того, одна частина монастирського саду здавалася артілі інвалідів, інша — використовувалася для державного виноградного розсадника.
Під час Другої світової війни німецькими військами була зруйнована дерев'яна церква Івана Златоуста. Вона була розстріляна танками разом з людьми, які там молилися в 1943 році.

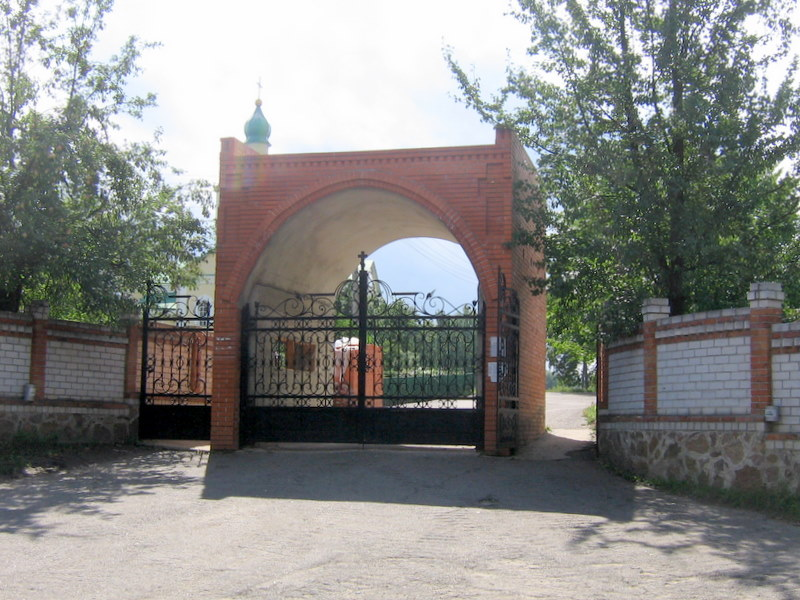
Мотронинський монастир. Брама

Після війни те, що залишилось від монастиря, продовжувало руйнуватися. За наступні роки увесь монастирський парк і сад з багатовіковими деревами горіха волоського, каштана та інших цінних деревних порід за розпорядженням колишнього голови колгоспу села Мельники (землі навколо монастиря належать цьому господарству) — знищили. З метою збільшення рільничих угідь зрубали і розкорчували не лише плодові й горіхові сади та каштанові алеї, але й довели все до страшенного запустіння. Тоді ж зруйнували рештки монастирських споруд, розорали деякі скіфські кургани і козацькі могили, знищили надмогильні плити і пам'ятники.
У 1968 році була розроблена проектна документація на реставрацію Троїцької церкви. За взірець її зовнішнього вигляду було взято малюнок Т. Шевченка «Мотронин монастир» 1845 року. Планувалось, що після реставрації в ній буде влаштований музей Коліївщини.
Але реставрація до кінця так і не була доведена. В 1973 році була зроблена ще одна спроба реставрації (для створення в її стінах музею партизанської слави, флори і фауни Холодного Яру), але ця спроба також нічого не дала. Церква продовжувала стояти пусткою.
В 1991 році Мотронинський монастир повернули церкві. Силами релігійної громади та черниць цей древній монастир був відреставрований й зараз повертає собі славу однієї з найзначушіщих святинь Правобережної України.
Сьогодні монастир діє. У 2004 році в ньому мешкало 28 черниць.
У квітні 2017 року на території монастиря на могилі Івана Компанійця, сотника Холодноярського полку гайдамаків, збудовано «Козацький хрест» (пам'ятний знак збудував Олег Островський). Щороку біля нього збираються сотні патріотів, щоб вшанувати пам'ять козаків і гайдамаків, котрі загинули за Волю України.

## Троїцька церква

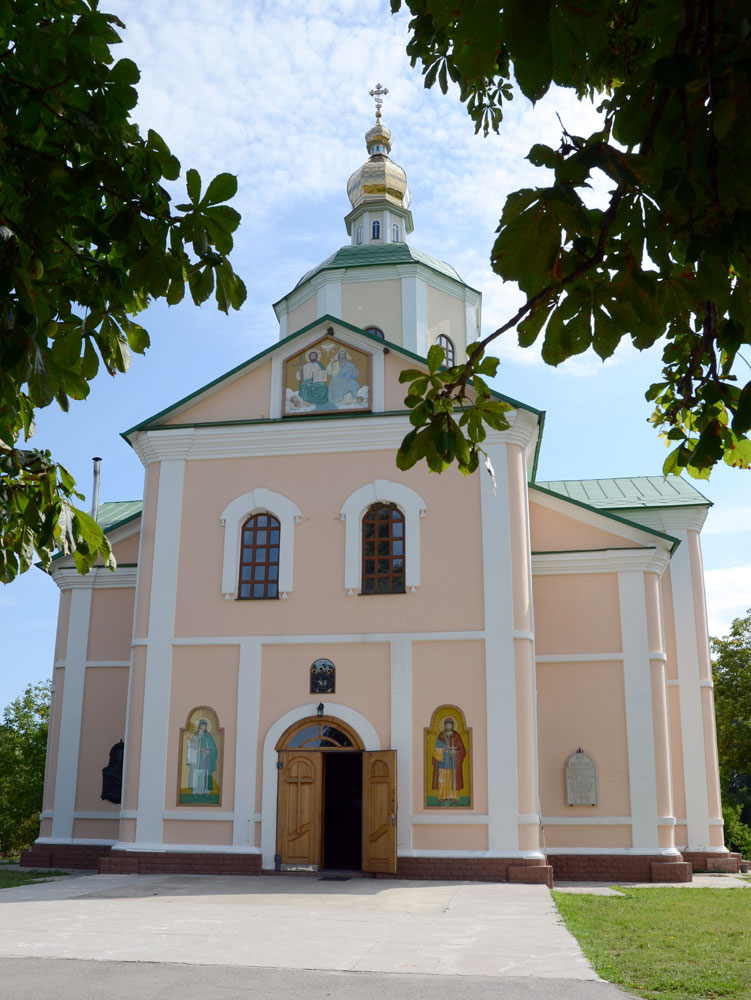
Троїцька церква. 2014 рік.

У жовтні 1800 було закладено кам'яну Троїцьку церкву на місці дерев'яної. Будівельними роботами керував А. Чеменко. Але вона була неправильно спроектована, й через два роки майже побудована церква завалилася. Її розібрали й повторно збудували в 1804 році. 17 жовтня 1805 року Троїцьку церкву освятив ігумен Антоній.
Церква цегляна, хрестова в плані, одноголова. Внутрішні кути між гілками заповнені невеликими, зниженими щодо основного об'єму камерами. Фасади споруди із закругленими кутами розділені по горизонталі двома тягами — на рівні цоколя й першого ярусу та завершені профільованим карнизом, закріпленим на тонких кутових пілястрах, що підкреслюють стрункість пропорцій пам'ятки. Строгий декор фасадів зводиться до гладких наличників над віконними та дверними отворами з напівциркульними перемичками, неглибокими нішами, лопаткам, що симетрично членують фронтони.
В інтер'єрі виявлена чітка об'ємно-просторова структура споруди. Аскетичний образ інтер'єру контрастує з химерними формами фасадів. Пам'ятка відноситься до творів архітектури романтичного періоду, в який привнесені риси епохи еклектизму, яка тоді настала, що дало таке фантастичне поєднання стильових особливостей.

Троїцька церква (1964)
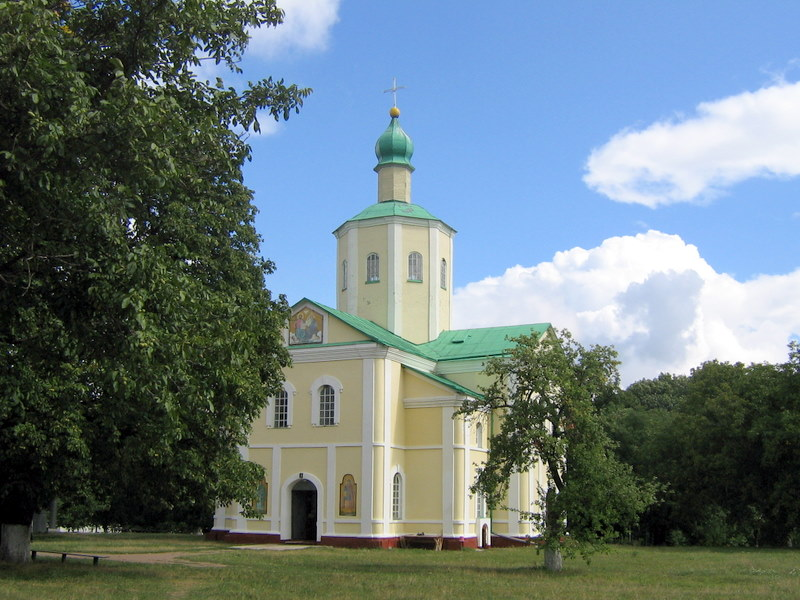
Троїцька церква (2007)
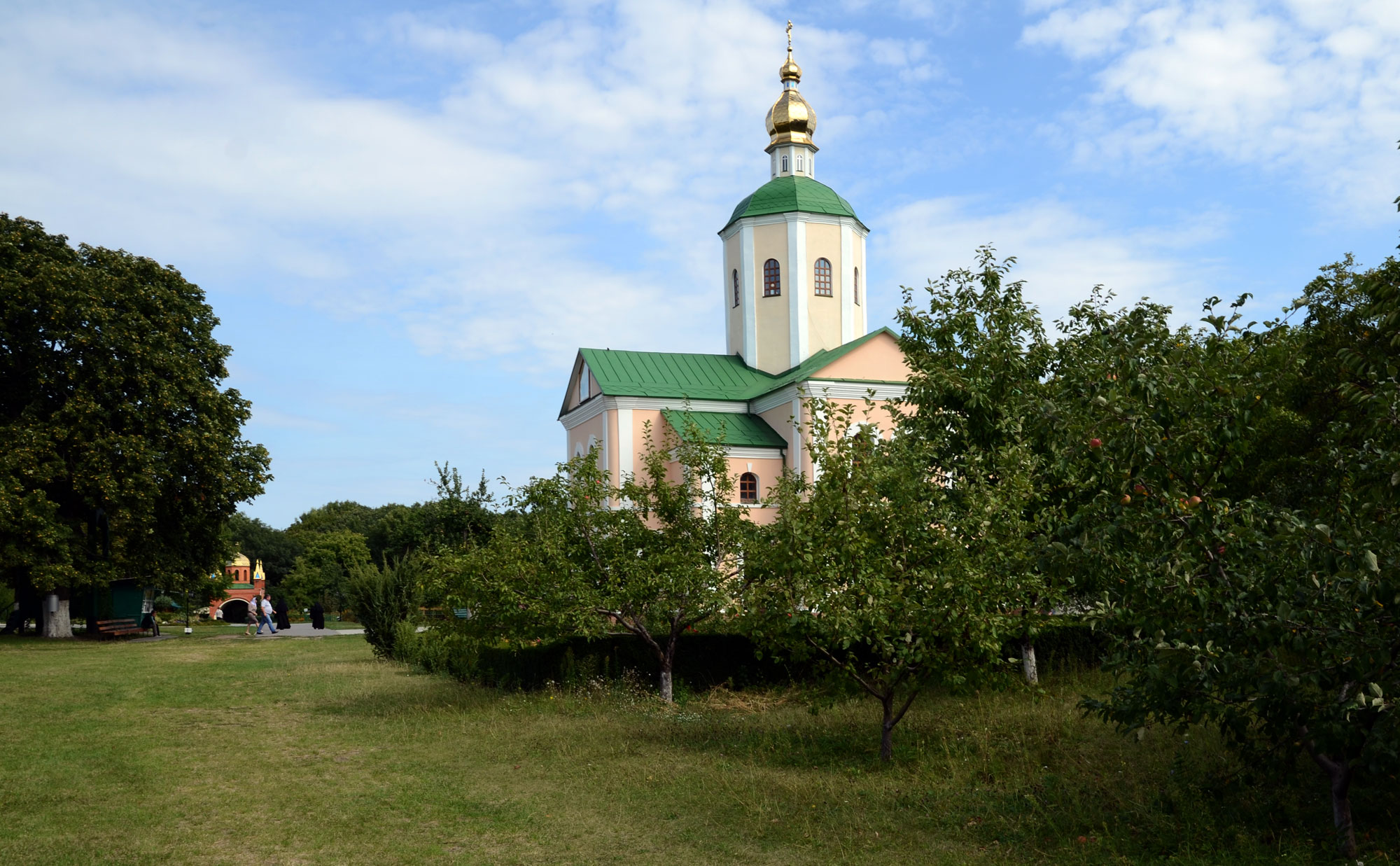
Загальний вигляд.
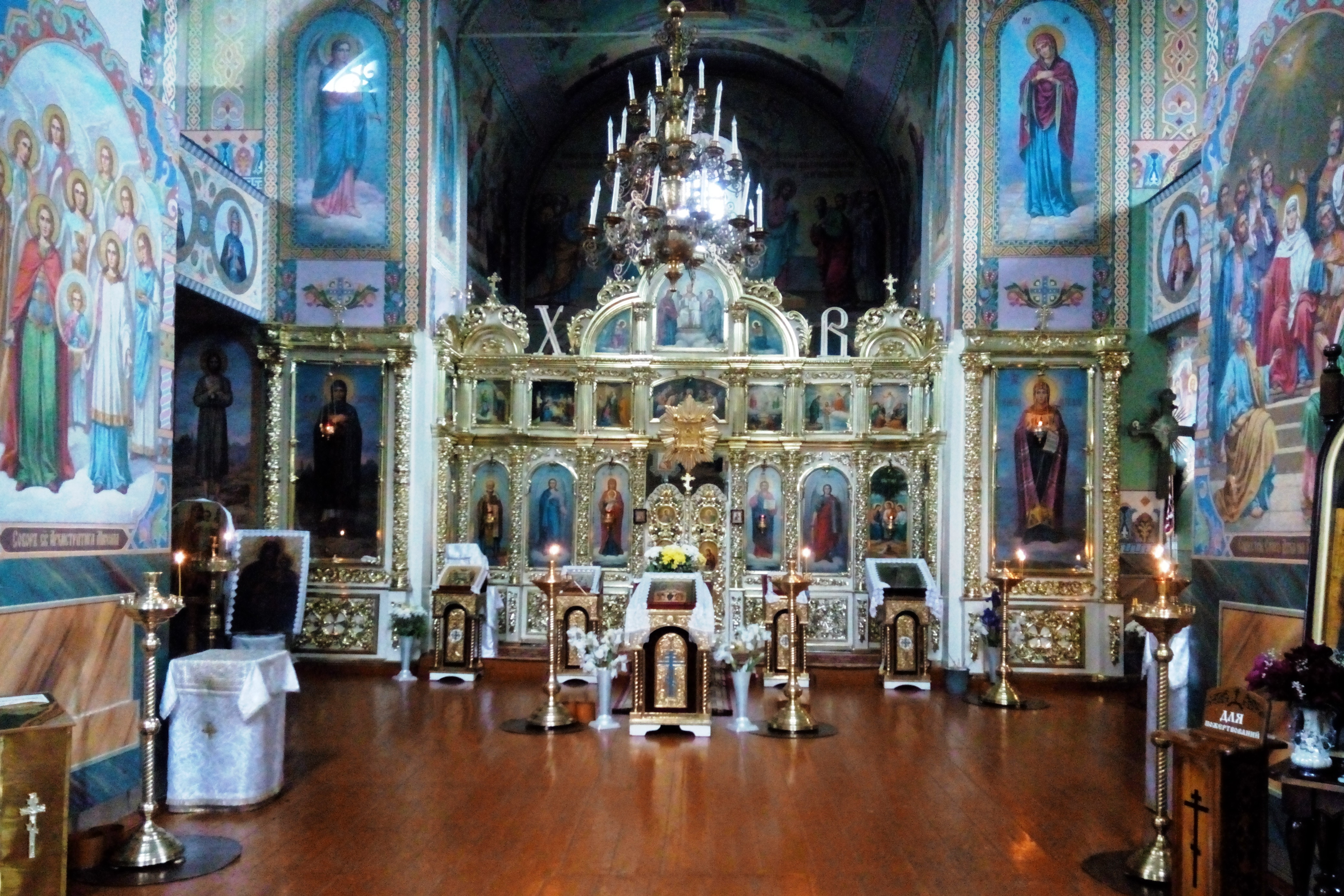
Іконостас

## Печери
Зараз в околицях монастиря можна натрапити на досить численні печери. Деякі з них викопані зовсім недавно, деякі століття тому, деякі — ще раніше. Існує також легенда, що перші монастирські печери копав той самий Антоній, що копав перші печерні монастирі в Києві та Чернігові. За іншою версією перші печери копав преподобний Феодосій. Версій багато, але достовірних підтверджень вони не мають.

## Галерея
|                             |
| Вхід на територію монастиря |

|                                                                 |
| Пам'ятна дошка про заснування монастиря. Троїцька церква (1727) |

|                                  |
| Гайдамацький став біля монастиря |

|          |
| Дзвіниця |

|                                                                                   |
| Камінь, встановлений на території монастиря на честь перебування тут Т.Г.Шевченка |

|                                       |
| Камінь з висіченою історією монастиря |

|                                    |
| Ставок біля Монастирського джерела |

|                                        |
| Монастирське джерело поблизу монастиря |

|                                                                         |
| Пам'ятний камінь на честь Запорожців, Гайдамаків та Українських козаків |